# Sabino Solo
Sabino Solo är en ort i Mexiko.   Den ligger i kommunen San Sebastián Tecomaxtlahuaca och delstaten Oaxaca, i den sydöstra delen av landet, 260 km söder om huvudstaden Mexico City. Sabino Solo ligger 1 747 meter över havet och antalet invånare är 223.
Terrängen runt Sabino Solo är huvudsakligen kuperad. Sabino Solo ligger nere i en dal. Runt Sabino Solo är det ganska glesbefolkat, med 43 invånare per kvadratkilometer. Närmaste större samhälle är Santiago Juxtlahuaca, 6,0 km öster om Sabino Solo. I omgivningarna runt Sabino Solo växer huvudsakligen savannskog.